# Freedom's Goblin
Freedom's Goblin è il decimo album in studio del musicista statunitense Ty Segall, pubblicato il 26 gennaio 2018.

## Tracce
1. Fanny Dog – 3:39
2. Rain – 4:05
3. Every 1's a Winner – 4:19
4. Despoiler of a Cadaver – 3:53
5. When Mommy Kills You – 2:47
6. My Lady's on Fire – 3:52
7. Alta – 4:07
8. Meaning – 3:07
9. Cry Cry Cry – 3:12
10. Shoot You Up – 3:20
11. You Say All the Nice Things – 4:23
12. The Last Waltz – 2:24
13. She – 6:23
14. Prison – 1:06
15. Talkin 3 – 2:02
16. The Main Pretender – 3:00
17. I'm Free – 2:43
18. 5ft Tall – 4:34
19. And, Goodnight – 12:03